# Vaxholms fæstning
59°24′11″N 18°21′34″Ø / 59.40306°N 18.35944°Ø
Vaxholms fæstning eller Vaxholms kastel er en fæstning i Stockholms skærgård på en ø øst for øen Vaxön, hvor byen Vaxholm ligger. De første fæstningsværker på holmen blev bygget i 1500-tallet og i 1719 afværgede fæstningen et russisk angreb mod Stockholm. Efter Den finske krig (1808-09) og tabet af Åland blev fæstningen udvidet betydeligt  og fik nutidens udformning.
Med artilleriets udvikling blev fæstningen umoderne og blev nedlagt mod slutningen af 1800-tallet. Den er i dag et museum over svensk kystforsvar gennem 500 år.
Fæstningen blev i 1700- og 1800-tallet anvendt som fængsel. Blandt de indsatte var «stortyven» Jacob Guntlack, avisudgiver Magnus Jacob Crusenstolpe og general Georg Carl von Döbeln. Pippi Langstrømpes far har også har siddet der: i filmen Pippi Langstrømpe På De Syv Have, hvor fæstningen tjente som sørøverfort.

## Eksterne kilder og henvisninger
- Vaxholms fästnings netsted (svensk)

| Portal | Portal:Sverige |